# Mario Das Neves
Mario Das Neves (Avellaneda, 27 de abril de 1951-Rawson, 31 de octubre de 2017) fue un político argentino del Partido Justicialista, conocido principalmente por ser elegido tres veces gobernador. Ejerció como gobernador de la provincia del Chubut entre 2003 y 2011, y nuevamente desde 2015 hasta su fallecimiento en 2017. Fue candidato a vicepresidente por la Unión Popular en 2011, acompañando a Eduardo Duhalde. 
El 25 de octubre de 2015 resultó nuevamente elegido gobernador de la provincia al triunfar en una reñida votación ante el kirchnerista Martin Buzzi, que iba por la reelección.

## Biografía

### Comienzos
Mario Das Neves nació en Avellaneda, provincia de Buenos Aires, el 27 de abril de 1951, hijo de inmigrantes portugueses. Se mudó al Chubut a la edad de seis años junto con sus padres Dionisio y Felicidad. Regresó a Capital Federal luego de terminar sus estudios secundarios a estudiar abogacía, no finalizando la carrera. Se casó con la bioquímica Raquel Di Perna con quien tuvo dos hijos: Pablo Ariel y María Victoria.

### Carrera política

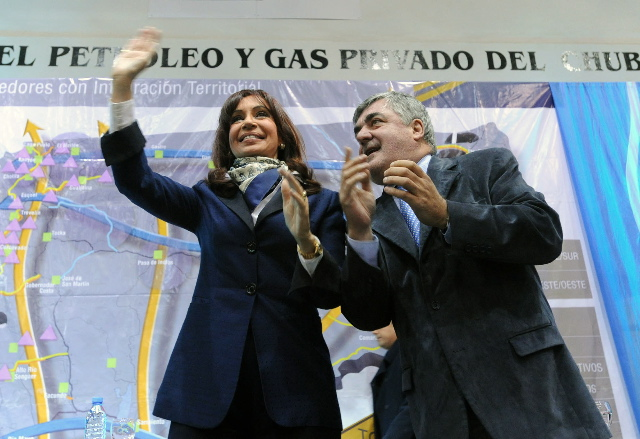
La expresidenta Cristina Fernández en un acto en la sede del Sindicato de Petroleros de Comodoro Rivadavia, donde anunció la realización de obras de infraestructura para el distrito.

Comienza a militar activamente en la Juventud Peronista siendo apenas un adolescente, y en 1987 tuvo un rol clave (secretario de Desarrollo Social) en la administración municipal de Trelew, y posteriormente fue secretario general de la Gobernación en el gobierno provincial de Néstor Perl, durante los difíciles tiempos de crisis económica e hiperinflación. En un gabinete que produjo la mayor crisis de la historia en la provincia.
En 1991, Das Neves fue candidato a intendente de Trelew, ganando en primera vuelta de las elecciones, pero perdiendo en la segunda. Al año siguiente fue elegido presidente del Partido Justicialista del Chubut, y electo diputado nacional por la provincia en 1995. En la Cámara de Diputados de la Nación se destacó por su activo rol contra la corrupción aduanera, y lideró una comisión investigadora sobre el tema.
En 1997, fue galardonado como mejor diputado del año, siendo el primer patagónico en ostentar dicho galardón. En 1999 fue reelecto y presidió la comisión de defensa al consumidor, teniendo un activo rol en la defensa del consumidor bancario.
En 2001, luego de la crisis económica e institucional que vivió la Argentina, fue nombrado director general de la Aduana Argentina durante la corta presidencia de Adolfo Rodríguez Saá, siendo uno de los pocos que renunció a su cargo anterior (diputado nacional) para asumir sus nuevas funciones. Cuando unos pocos días después Eduardo Duhalde fue nombrado presidente, confirmó a Das Neves en el cargo. Se mantuvo en esta función hasta la llegada de Néstor Kirchner en 2003 cuando Aníbal Fernández le pidió la renuncia.

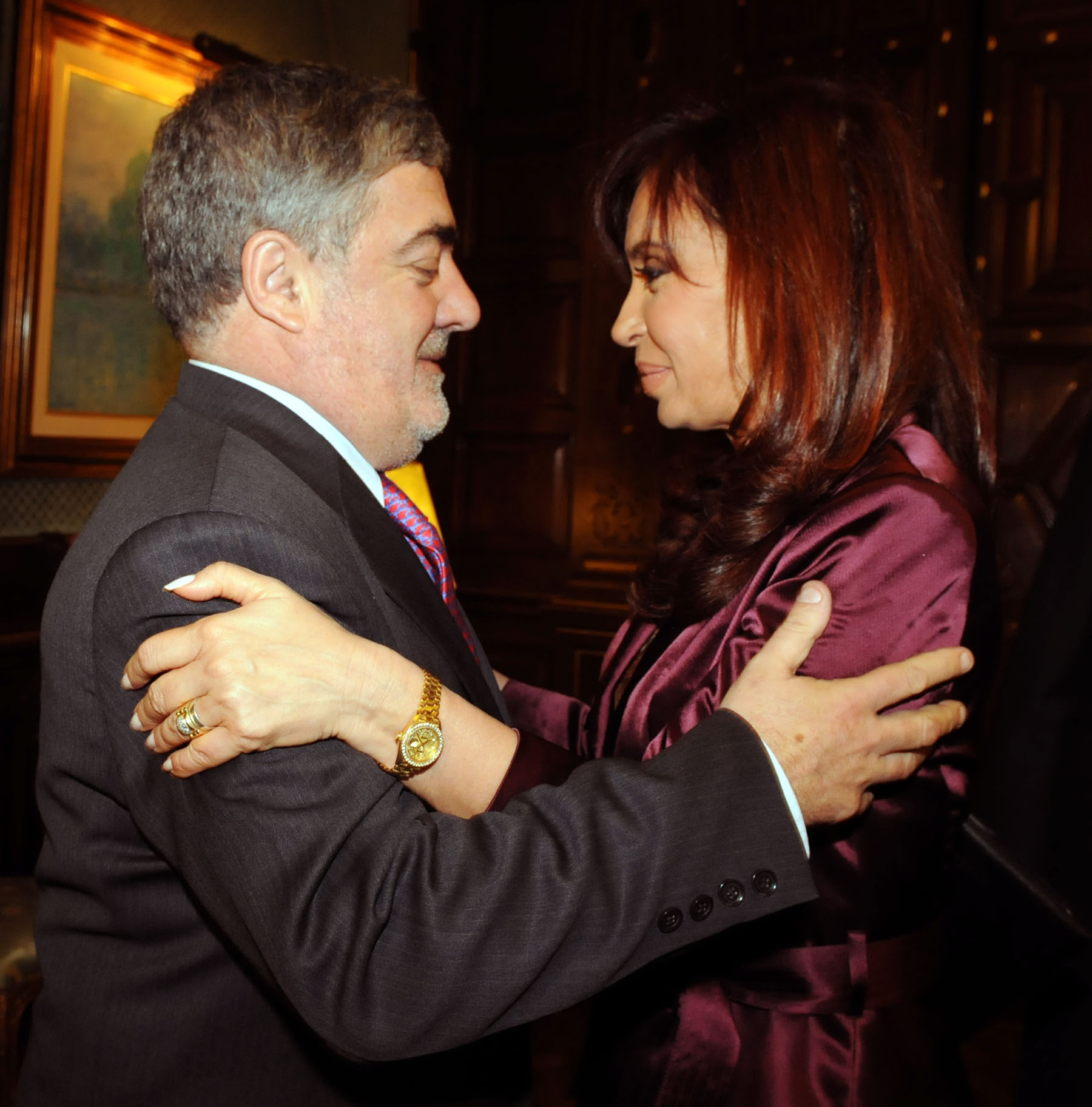
En los años de amistad con el kirchnerismo reunión junto a Cristina Fernández para interiorizarse sobre la población afectada por la erupción del volcán Chaitén en 2008.

### Gobernador del Chubut (2003-2011)
En las elecciones de 2003 decidió presentarse a la gobernación del Chubut. Se enfrentó al presidente. Das Neves compitió contra el candidato de la Unión Cívica Radical (UCR) a la gobernación. el 10 de noviembre de 2003 el frente justicialista Mario Das Neves cuando el recuento de los votos lo confirmó como gobernador electo de Chubut por primera vez. Por una diferencia de cuatro puntos, el candidato apoyado por el expresidente Néstor Kirchner, había conseguido quebrar la hegemonía de 12 años de la Unión Cívica Radical.
Das Neves fue elegido gobernador del Chubut en noviembre de 2003, por el 45,6 % de los votos, venciendo al entonces gobernador José Luis Lizurume, de la Unión Cívica Radical, partido que se mantenía gobernante desde 1991. 
Durante su gestión se levantó el ramal Comodoro Rivadavia – Sarmiento que fue solicitado en julio de 2004. Los restos que perduraban de la línea comenzaron a ser desmontados desde 2005 hasta 2006 por la firma Natura Ecology, en el marco de un convenio con la Secretaría de Turismo, como patrimonio histórico de la región. El funcionario encargado de la Secretaría Juan Carlos Tolosa fue desvinculado de su cargo.
A partir de 2006, según el propio Das Neves, inició la larga pelea con el gobierno nacional durante sus dos primeros mandatos. La puja surgió cuando en junio se armó el pliego licitatorio en Vialidad Provincial por la doble trocha de la Autopista Trelew-Puerto Madryn con presupuesto de 96 millones de pesos. Cuando Nación se hizo cargo el presupuesto era de 160 millones de pesos. El último hecho importante de 2006 vino con la disposición de la presidenta de Chile, Michelle Bachelet, quien otorgó al gobernador Mario Das Neves, durante una ceremonia realizada en Comodoro Rivadavia, la Orden de Bernardo O'Higgins en el grado de Gran Cruz, "por ser un amigo genuino de nuestra patria y también por ser el símbolo del estadista dedicado al desarrollo regional en su país". La ceremonia de imposición de la condecoración al mandatario chubutense, se llevó a cabo durante la apertura del XVI Reunión del Comité de Integración Austral Chileno – Argentino.

En 2007 es reelecto en el poder provincial. Luego de una relación fluida con el gobierno nacional triunfa con más del 70 % de los votos y permanece en el poder hasta 2011. A su asunción iría el matrimonio presidencial el cual lo felicitaría por la elección, comenzando su ambición por ser candidato presidencial. Asume en ese mismo año la Presidencia de Organización Federal de Estados Productores de Hidrocarburos (OFEPHI). 

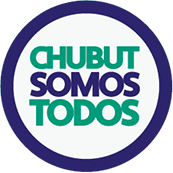
Logo de Chubut Somos Todos, partido fundado por Das Neves con el cual ganó las elecciones de 2015.

Ese año realiza una misión comercial a Europa. En Portugal es recibido por el presidente de este país, Aníbal Cavaco Silva. El encuentro tuvo lugar en Lisboa, donde acuerdan políticas de cooperación entre la provincia del Chubut y Portugal y le entregan la distinción que lo declara como huésped de honor, condecoración que solo es concedida a presidentes y jefes de Estado. En París se reúne con el director del Centro Mundial de Patrimonio de la UNESCO, Franscesco Bandarin.
En 2008 se la legislatura se repartió entre kirchneristas y dasnevistas. Sin embargo su bloque terminaría votando a favor de las retenciones móviles a las exportaciones de soja.
Tras una elección muy reñida y de acuerdo al escrutinio definitivo del Tribunal Electoral Provincial, obtuvo la victoria el candidato apoyado por Das Neves, el intendente de Comodoro Rivadavia, Martín Buzzi, sobre Carlos Eliceche, del Frente para la Victoria, por 436 votos.
En 2012 se le pidió que se presente en la justicia, pero las investigaciones nunca llegaron a él y a su  familia. Durante el mandato de  Das Neves se generó un clima de inestabilidad y violencia social en la provincia. Sin embargo, Das Neves intentó un acercamiento con la entonces presidenta con reuniones que no acabaron en ningún acuerdo.
En ese mismo año, Das Neves presentó en Wall Street el fideicomiso Chubut y  se reunió con la presidenta del Consejo de las Américas, Susan Segal. Durante su segundo gobierno debió hacer frente a los conflictos mapuches en el interior de la provincia.
En 2010 diputados provinciales se presentaron ante la Procuración General, para aportar información sobre la supuesta entrega de subsidios del Instituto provincial de la Vivienda en forma irregular a allegados del hijo del gobernador de Chubut, Mario Das Neves. Dicen que se ayudó a personas que no lo necesitaban. También se denunció públicamente que a través de varios decretos se entregaron el título de propiedad de miles de hectáreas de bosques nativos a las familias, que vendieron inmediatamente y así se entregaron sin restricciones a la propiedad privada.

### Candidatura a vicepresidente (2011)
Como reconocimiento por su gestión, Das Neves aceptó la nominación a la Vicepresidencia por parte del expresidente justicialista Eduardo Duhalde, pero perdió frente a Cristina Fernández de Kirchner en las elecciones generales de octubre del 2011.
En el 2011 abandonó todo cargo público dejando el Gobierno en manos del gobernador electo y su sucesor Martin Buzzi, junto con el vicegobernador Gustavo Mac Karthy. Sus sucesores Martin Buzzi y Gustavo Mac Karthy abandonaron el sector dasnevista y se alinean con el kirchnerismo; dejando al exgobernador solo en su lucha por ser vicepresidente.
Mario Das Neves se presenta en elecciones en el 2013  con un pequeño partido provincial triunfando frente a su rival, el entonces ministro Norberto Yauhar. Posteriormente se denunciaría aportes irregulares a su campaña.

### Gobernador del Chubut (2015-2017)
En el año 2015 en marco de las elecciones a gobernador de la provincia este con su partido Chubut Somos Todos decide postularse al cargo obteniendo el triunfo en una elección muy reñida contra el hasta entonces gobernador Martín Buzzi. Durante este mandato se produce la modernización del puerto de Comodoro Rivadavia, que resultó posible gracias al ingreso de los fondos procedentes de la venta de petróleo de YPF y las regalías.
Tras dejar el poder por muerte, el poder devino en su vicegobernador Mariano Arcioni. Tras varios años de juicio y denuncias en 2023 el juez ordenó la detención del ex secretario de Das Neves Diego Correa. En septiembre Correa fue condenado por ser el jefe de una asociación ilícita, cometer enriquecimiento ilícito, defraudación por administración fraudulenta en perjuicio de la administración pública provincial, negociaciones incompatibles con el ejercicio de la función pública y autolavado de activos. De este modo, recibió 10 años de cárcel y una multa de más de 22 millones de pesos y  fue inhabilitado de forma perpetua.

### Fallecimiento
Falleció el 31 de octubre de 2017 a los 66 años,  debido a un paro cardiorrespiratorio tras luchar durante más de dos años contra un cáncer de colon.

## Disertaciones
- 2009 - Expuso en la Escuela de Leyes de Harvard invitado por el exministro de Asuntos Estratégicos de Brasil, Roberto Mangabeira Unger.[35][36]
- 2010 - En la Universidad de Bolonia en el marco del ciclo “La Nación y las Provincias: la visión de los gobernadores argentinos”.[37] Asistieron el presidente de la UIA, embajadores de distintos países y personalidades destacadas de nivel internacional.
- 2008 - Recibió por parte del exvicepresidente estadounidense Al Gore, una invitación para participar como expositor en Sevilla en el Congreso sobre Biocombustibles.[38]
- 2008 - Participó en la 60.ª Reunión de la Comisión Ballenera Internacional, realizada en Chile.